# Norman Lake
Norman Ezra Lake (Inglewood, 8 dicembre 1932) è un ex pallanuotista statunitense, che ha disputato il torneo di pallanuoto ai Giochi di Helsinki 1952.
Sempre nella pallanuoto, ha vinto 1 bronzo ai I Giochi panamericani.